# Пасторело (Парма)
Пасторело је насеље у Италији у округу Парма, региону Емилија-Ромања.
Према процени из 2011. у насељу је живело 319 становника. Насеље се налази на надморској висини од 336 м.